# Haldzan
Haldzan (mongoliska: Халзан Сум, Халзан) är ett distrikt i Mongoliet.   Det ligger i provinsen Süchbaatar, i den östra delen av landet, 500 km öster om huvudstaden Ulaanbaatar.